# Список астероїдів (121201—121300)
| Назва                | Тимчасове позначення | Дата відкриття  | Місце відкриття             | Відкривач                   |
| -------------------- | -------------------- | --------------- | --------------------------- | --------------------------- |
| (121201) 1999 NR41   | 1999 NR41            | 14 липня 1999   | Сокорро (Нью-Мексико)       | LINEAR                      |
| (121202) 1999 NG46   | 1999 NG46            | 13 липня 1999   | Сокорро (Нью-Мексико)       | LINEAR                      |
| (121203) 1999 NB49   | 1999 NB49            | 13 липня 1999   | Сокорро (Нью-Мексико)       | LINEAR                      |
| (121204) 1999 OK2    | 1999 OK2             | 22 липня 1999   | Сокорро (Нью-Мексико)       | LINEAR                      |
| (121205) 1999 PG1    | 1999 PG1             | 8 серпня 1999   | Прескоттська обсерваторія   | Пол Комба                   |
| (121206) 1999 PO3    | 1999 PO3             | 13 серпня 1999  | Обсерваторія Батон-Руж      | Волтер Куні, [[]]           |
| (121207) 1999 PX3    | 1999 PX3             | 7 серпня 1999   | Станція Андерсон-Меса       | LONEOS                      |
| (121208) 1999 PZ4    | 1999 PZ4             | 8 серпня 1999   | Обсерваторія Ґекко          | Тецуо Каґава                |
| (121209) 1999 QJ1    | 1999 QJ1             | 17 серпня 1999  | Обсерваторія Кітт-Пік       | Spacewatch                  |
| (121210) 1999 QG2    | 1999 QG2             | 25 серпня 1999  | Обсерваторія Ондржейов      | Ленка Коткова               |
| (121211) 1999 RB4    | 1999 RB4             | 4 вересня 1999  | Каталінський огляд          | Каталінський огляд          |
| (121212) 1999 RP5    | 1999 RP5             | 3 вересня 1999  | Обсерваторія Кітт-Пік       | Spacewatch                  |
| (121213) 1999 RR6    | 1999 RR6             | 3 вересня 1999  | Обсерваторія Кітт-Пік       | Spacewatch                  |
| (121214) 1999 RU7    | 1999 RU7             | 3 вересня 1999  | Обсерваторія Кітт-Пік       | Spacewatch                  |
| (121215) 1999 RA8    | 1999 RA8             | 3 вересня 1999  | Обсерваторія Кітт-Пік       | Spacewatch                  |
| (121216) 1999 RP9    | 1999 RP9             | 4 вересня 1999  | Обсерваторія Кітт-Пік       | Spacewatch                  |
| (121217) 1999 RV10   | 1999 RV10            | 7 вересня 1999  | Сокорро (Нью-Мексико)       | LINEAR                      |
| (121218) 1999 RJ11   | 1999 RJ11            | 7 вересня 1999  | Сокорро (Нью-Мексико)       | LINEAR                      |
| (121219) 1999 RL11   | 1999 RL11            | 7 вересня 1999  | Сокорро (Нью-Мексико)       | LINEAR                      |
| (121220) 1999 RK13   | 1999 RK13            | 7 вересня 1999  | Сокорро (Нью-Мексико)       | LINEAR                      |
| (121221) 1999 RO13   | 1999 RO13            | 7 вересня 1999  | Сокорро (Нью-Мексико)       | LINEAR                      |
| (121222) 1999 RG14   | 1999 RG14            | 7 вересня 1999  | Сокорро (Нью-Мексико)       | LINEAR                      |
| (121223) 1999 RQ15   | 1999 RQ15            | 7 вересня 1999  | Сокорро (Нью-Мексико)       | LINEAR                      |
| (121224) 1999 RA21   | 1999 RA21            | 7 вересня 1999  | Сокорро (Нью-Мексико)       | LINEAR                      |
| (121225) 1999 RX27   | 1999 RX27            | 8 вересня 1999  | Обсерваторія Клеть          | Обсерваторія Клеть          |
| (121226) 1999 RZ28   | 1999 RZ28            | 7 вересня 1999  | Сокорро (Нью-Мексико)       | LINEAR                      |
| (121227) 1999 RA29   | 1999 RA29            | 7 вересня 1999  | Сокорро (Нью-Мексико)       | LINEAR                      |
| (121228) 1999 RQ29   | 1999 RQ29            | 8 вересня 1999  | Сокорро (Нью-Мексико)       | LINEAR                      |
| (121229) 1999 RC30   | 1999 RC30            | 8 вересня 1999  | Сокорро (Нью-Мексико)       | LINEAR                      |
| (121230) 1999 RH30   | 1999 RH30            | 8 вересня 1999  | Сокорро (Нью-Мексико)       | LINEAR                      |
| (121231) 1999 RD31   | 1999 RD31            | 8 вересня 1999  | Сокорро (Нью-Мексико)       | LINEAR                      |
| 121232 Церін (Zerin) | 1999 RK35            | 11 вересня 1999 | Штаркенбурзька обсерваторія | Штаркенбурзька обсерваторія |
| (121233) 1999 RU36   | 1999 RU36            | 10 вересня 1999 | Вумера                      | Френк Золотовскі            |
| (121234) 1999 RM37   | 1999 RM37            | 11 вересня 1999 | Сокорро (Нью-Мексико)       | LINEAR                      |
| (121235) 1999 RB39   | 1999 RB39            | 13 вересня 1999 | Обсерваторія Кресент Б'ютт  | Е. Шерідан                  |
| (121236) 1999 RJ39   | 1999 RJ39            | 8 вересня 1999  | Каталінський огляд          | Каталінський огляд          |
| (121237) 1999 RK39   | 1999 RK39            | 8 вересня 1999  | Каталінський огляд          | Каталінський огляд          |
| (121238) 1999 RM40   | 1999 RM40            | 7 вересня 1999  | Сокорро (Нью-Мексико)       | LINEAR                      |
| (121239) 1999 RQ41   | 1999 RQ41            | 14 вересня 1999 | Обсерваторія Клеть          | Обсерваторія Клеть          |
| (121240) 1999 RG44   | 1999 RG44            | 15 вересня 1999 | Обсерваторія Ріді-Крик      | Джон Бротон                 |
| (121241) 1999 RW46   | 1999 RW46            | 7 вересня 1999  | Сокорро (Нью-Мексико)       | LINEAR                      |
| (121242) 1999 RR48   | 1999 RR48            | 7 вересня 1999  | Сокорро (Нью-Мексико)       | LINEAR                      |
| (121243) 1999 RQ50   | 1999 RQ50            | 7 вересня 1999  | Сокорро (Нью-Мексико)       | LINEAR                      |
| (121244) 1999 RE51   | 1999 RE51            | 7 вересня 1999  | Сокорро (Нью-Мексико)       | LINEAR                      |
| (121245) 1999 RO51   | 1999 RO51            | 7 вересня 1999  | Сокорро (Нью-Мексико)       | LINEAR                      |
| (121246) 1999 RU55   | 1999 RU55            | 7 вересня 1999  | Сокорро (Нью-Мексико)       | LINEAR                      |
| (121247) 1999 RX58   | 1999 RX58            | 7 вересня 1999  | Сокорро (Нью-Мексико)       | LINEAR                      |
| (121248) 1999 RR63   | 1999 RR63            | 7 вересня 1999  | Сокорро (Нью-Мексико)       | LINEAR                      |
| (121249) 1999 RC65   | 1999 RC65            | 7 вересня 1999  | Сокорро (Нью-Мексико)       | LINEAR                      |
| (121250) 1999 RF66   | 1999 RF66            | 7 вересня 1999  | Сокорро (Нью-Мексико)       | LINEAR                      |
| (121251) 1999 RO71   | 1999 RO71            | 7 вересня 1999  | Сокорро (Нью-Мексико)       | LINEAR                      |
| (121252) 1999 RS71   | 1999 RS71            | 7 вересня 1999  | Сокорро (Нью-Мексико)       | LINEAR                      |
| (121253) 1999 RW71   | 1999 RW71            | 7 вересня 1999  | Сокорро (Нью-Мексико)       | LINEAR                      |
| (121254) 1999 RK76   | 1999 RK76            | 7 вересня 1999  | Сокорро (Нью-Мексико)       | LINEAR                      |
| (121255) 1999 RM83   | 1999 RM83            | 7 вересня 1999  | Сокорро (Нью-Мексико)       | LINEAR                      |
| (121256) 1999 RL85   | 1999 RL85            | 7 вересня 1999  | Сокорро (Нью-Мексико)       | LINEAR                      |
| (121257) 1999 RQ91   | 1999 RQ91            | 7 вересня 1999  | Сокорро (Нью-Мексико)       | LINEAR                      |
| (121258) 1999 RL94   | 1999 RL94            | 7 вересня 1999  | Сокорро (Нью-Мексико)       | LINEAR                      |
| (121259) 1999 RC95   | 1999 RC95            | 7 вересня 1999  | Сокорро (Нью-Мексико)       | LINEAR                      |
| (121260) 1999 RR96   | 1999 RR96            | 7 вересня 1999  | Сокорро (Нью-Мексико)       | LINEAR                      |
| (121261) 1999 RY97   | 1999 RY97            | 7 вересня 1999  | Сокорро (Нью-Мексико)       | LINEAR                      |
| (121262) 1999 RE98   | 1999 RE98            | 7 вересня 1999  | Сокорро (Нью-Мексико)       | LINEAR                      |
| (121263) 1999 RO98   | 1999 RO98            | 7 вересня 1999  | Сокорро (Нью-Мексико)       | LINEAR                      |
| (121264) 1999 RP105  | 1999 RP105           | 8 вересня 1999  | Сокорро (Нью-Мексико)       | LINEAR                      |
| (121265) 1999 RT106  | 1999 RT106           | 8 вересня 1999  | Сокорро (Нью-Мексико)       | LINEAR                      |
| (121266) 1999 RU106  | 1999 RU106           | 8 вересня 1999  | Сокорро (Нью-Мексико)       | LINEAR                      |
| (121267) 1999 RX106  | 1999 RX106           | 8 вересня 1999  | Сокорро (Нью-Мексико)       | LINEAR                      |
| (121268) 1999 RD108  | 1999 RD108           | 8 вересня 1999  | Сокорро (Нью-Мексико)       | LINEAR                      |
| (121269) 1999 RK108  | 1999 RK108           | 8 вересня 1999  | Сокорро (Нью-Мексико)       | LINEAR                      |
| (121270) 1999 RT113  | 1999 RT113           | 9 вересня 1999  | Сокорро (Нью-Мексико)       | LINEAR                      |
| (121271) 1999 RD114  | 1999 RD114           | 9 вересня 1999  | Сокорро (Нью-Мексико)       | LINEAR                      |
| (121272) 1999 RB115  | 1999 RB115           | 9 вересня 1999  | Сокорро (Нью-Мексико)       | LINEAR                      |
| (121273) 1999 RN118  | 1999 RN118           | 9 вересня 1999  | Сокорро (Нью-Мексико)       | LINEAR                      |
| (121274) 1999 RM124  | 1999 RM124           | 9 вересня 1999  | Сокорро (Нью-Мексико)       | LINEAR                      |
| (121275) 1999 RC126  | 1999 RC126           | 9 вересня 1999  | Сокорро (Нью-Мексико)       | LINEAR                      |
| (121276) 1999 RJ136  | 1999 RJ136           | 9 вересня 1999  | Сокорро (Нью-Мексико)       | LINEAR                      |
| (121277) 1999 RX136  | 1999 RX136           | 9 вересня 1999  | Сокорро (Нью-Мексико)       | LINEAR                      |
| (121278) 1999 RH142  | 1999 RH142           | 9 вересня 1999  | Сокорро (Нью-Мексико)       | LINEAR                      |
| (121279) 1999 RQ143  | 1999 RQ143           | 9 вересня 1999  | Сокорро (Нью-Мексико)       | LINEAR                      |
| (121280) 1999 RY143  | 1999 RY143           | 9 вересня 1999  | Сокорро (Нью-Мексико)       | LINEAR                      |
| (121281) 1999 RW148  | 1999 RW148           | 9 вересня 1999  | Сокорро (Нью-Мексико)       | LINEAR                      |
| (121282) 1999 RC153  | 1999 RC153           | 9 вересня 1999  | Сокорро (Нью-Мексико)       | LINEAR                      |
| (121283) 1999 RE153  | 1999 RE153           | 9 вересня 1999  | Сокорро (Нью-Мексико)       | LINEAR                      |
| (121284) 1999 RQ157  | 1999 RQ157           | 9 вересня 1999  | Сокорро (Нью-Мексико)       | LINEAR                      |
| (121285) 1999 RB161  | 1999 RB161           | 9 вересня 1999  | Сокорро (Нью-Мексико)       | LINEAR                      |
| (121286) 1999 RG161  | 1999 RG161           | 9 вересня 1999  | Сокорро (Нью-Мексико)       | LINEAR                      |
| (121287) 1999 RU164  | 1999 RU164           | 9 вересня 1999  | Сокорро (Нью-Мексико)       | LINEAR                      |
| (121288) 1999 RT171  | 1999 RT171           | 9 вересня 1999  | Сокорро (Нью-Мексико)       | LINEAR                      |
| (121289) 1999 RS174  | 1999 RS174           | 9 вересня 1999  | Сокорро (Нью-Мексико)       | LINEAR                      |
| (121290) 1999 RK176  | 1999 RK176           | 9 вересня 1999  | Сокорро (Нью-Мексико)       | LINEAR                      |
| (121291) 1999 RN176  | 1999 RN176           | 9 вересня 1999  | Сокорро (Нью-Мексико)       | LINEAR                      |
| (121292) 1999 RR180  | 1999 RR180           | 9 вересня 1999  | Сокорро (Нью-Мексико)       | LINEAR                      |
| (121293) 1999 RL182  | 1999 RL182           | 9 вересня 1999  | Сокорро (Нью-Мексико)       | LINEAR                      |
| (121294) 1999 RW182  | 1999 RW182           | 9 вересня 1999  | Сокорро (Нью-Мексико)       | LINEAR                      |
| (121295) 1999 RW185  | 1999 RW185           | 9 вересня 1999  | Сокорро (Нью-Мексико)       | LINEAR                      |
| (121296) 1999 RH193  | 1999 RH193           | 13 вересня 1999 | Сокорро (Нью-Мексико)       | LINEAR                      |
| (121297) 1999 RU195  | 1999 RU195           | 8 вересня 1999  | Сокорро (Нью-Мексико)       | LINEAR                      |
| (121298) 1999 RK198  | 1999 RK198           | 9 вересня 1999  | Сокорро (Нью-Мексико)       | LINEAR                      |
| (121299) 1999 RL202  | 1999 RL202           | 8 вересня 1999  | Сокорро (Нью-Мексико)       | LINEAR                      |
| (121300) 1999 RM202  | 1999 RM202           | 8 вересня 1999  | Сокорро (Нью-Мексико)       | LINEAR                      |